# Cerradomys langguthi
Cerradomys langguthi és una espècie de mamífer rosegador de la família dels cricètids. És endèmic del nord-est del Brasil. Té el pelatge suau i espès. La cua és una mica més llarga que el cap i el cos junts. Els seus hàbitats naturals són els boscos oberts i relativament secs i la caatinga. L'espècie fou anomenada en honor del zoòleg brasiler Alfredo Langguth.